# Eucereon aoris
Eucereon aoris là một loài bướm đêm thuộc phân họ Arctiinae, họ Erebidae.